# Ianuarie 2001
Acest articol este generat integral pe baza informațiilor din articolul 2001 și este actualizat periodic de un robot.
 Editările făcute în articol vor fi șterse la următoarea actualizare! Dacă doriți să faceți modificări, editați articolul-sursă.

ianuarie -
februarie -
martie -
aprilie -
mai -
iunie -
iulie -
august -
septembrie -
octombrie -
noiembrie -
decembrie
Ianuarie 2001 a fost prima lună a anului și a început într-o zi de luni.

## Evenimente

15 ianuarie:Fondarea Wikipedia
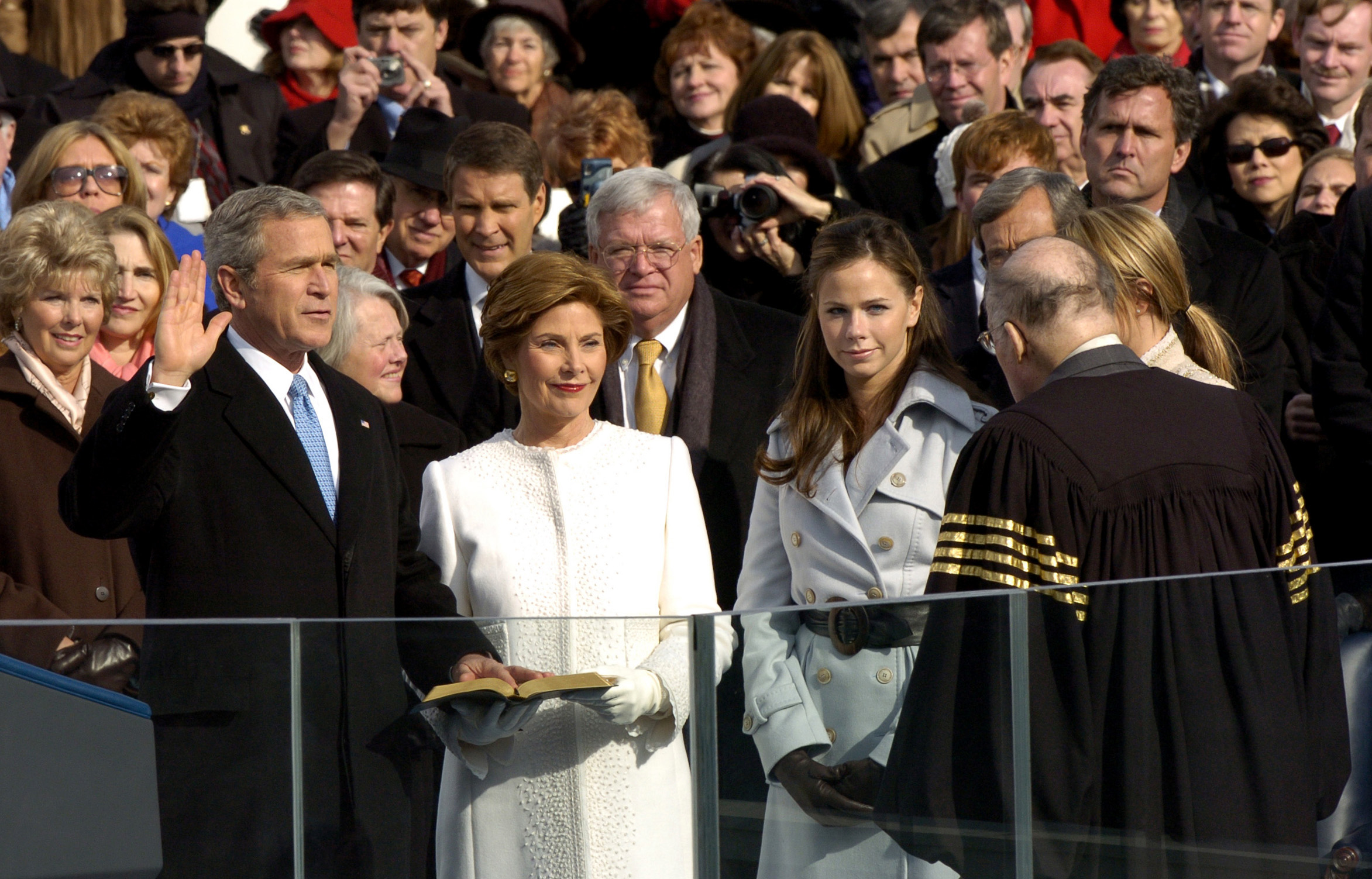
20 ianuarie: Republicanul George W. Bush este inaugurat ca al 43-lea președinte al Statelor Unite ale Americii
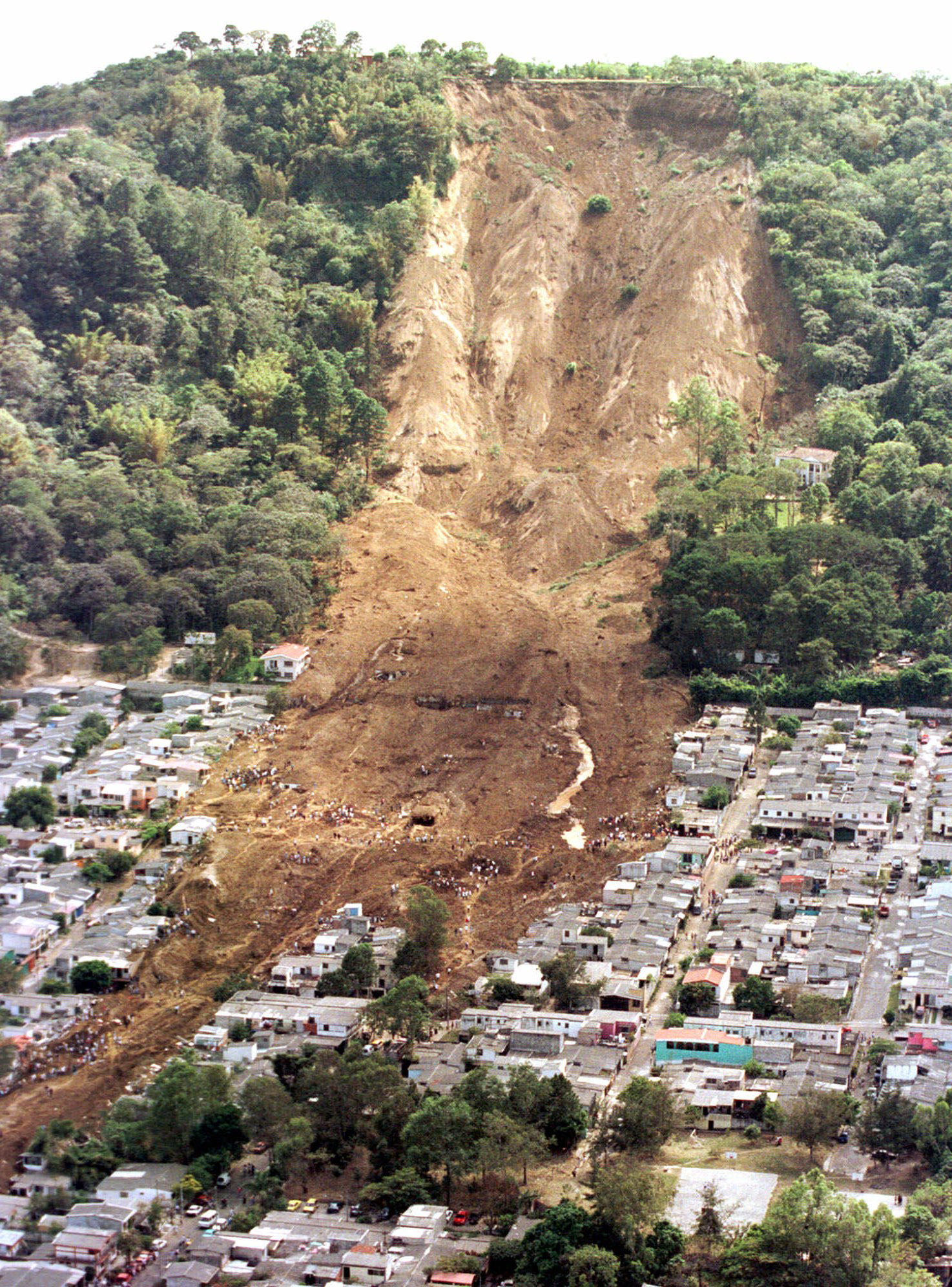
13 ianuarie: Cutremurul din El Salvador]
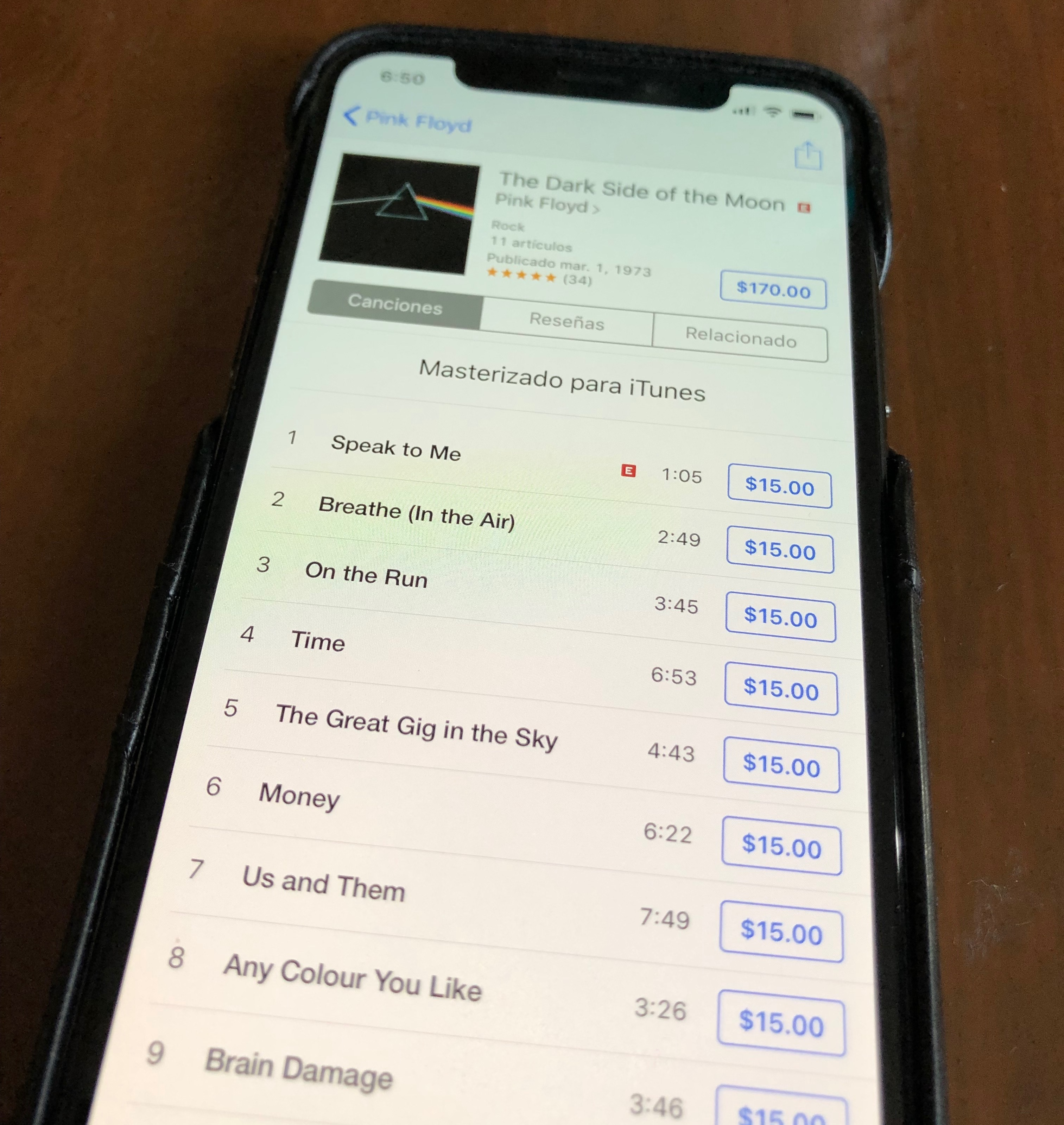
iTunes

- 1 ianuarie: Un monolit negru înalt de 270 cm apare în parcul Magnuson din Seattle, amplasat de un artist necunoscut ca o referință la filmul "2001 -A Space Odyssey" (1968).
- 1 ianuarie: Kolkata (din Bengalul de vest, India) se întoarce la denumirea inițială de "Calcutta".
- 2 ianuarie: Sila Calderón a devenit prima femeie guvernator în Puerto Rico.
- 8 ianuarie: Primul animal dintr-o specie pe cale de dispariție produs prin clonare, un gaur numit Noah, s-a născut la Trans Ova Genetics din Sioux Center, Iowa. El moare în 48 de ore de la o dizenterie obișnuită.
- 9 ianuarie: Apple Inc. lansează playerul media iTunes (modificat din SoundJam MP).
- 10 ianuarie: Comisia Federală Comercială din SUA aprobă fuziunea între America Online și Time Warner pentru a forma AOL Time Warner.
- 13 ianuarie: Cutremurul de 7,6 grade Richter din El Salvador ucide 800 de oameni și lasă mii de oameni fără case.
- 15 ianuarie: Wikipedia, enciclopedia gratuită, este lansată pe Internet.
- 17 ianuarie: Punerea sub acuzare a președintelui filipinez Joseph Estrada, acuzat că a jucat jocul interzis în Filipine - Jueteng și este suspendat din funcție pentru corupție. Vice-președintele Gloria Macapagal-Arroyo l-a urmat, devenind cel de-al 14-lea președintele al republicii.
- 20 ianuarie: Republicanul George W. Bush este investit ca al 43-lea președintele al Statele Unite ale Americii.
- 25 ianuarie: Un avion cu o vechime de 50 de ani, Douglas DC-3, se prăbușeste lângă Ciudad Bolívar, Venezuela, provocând moartea a 24 de persoane.
- 26 ianuarie: Cutremurul din Gujarat, India, de 7,7 grade Richter, ucide 13.805–20.023 de persoane și rănește alte 166,800.
- 31 ianuarie: Oficiul pentru Buget al Congresului Statelor Unite estimează un excedent bugetar de 5.600 miliarde $ pentru următorii zece ani.

## Nașteri
- 1 ianuarie: Angourie Rice, actriță australiană
- 3 ianuarie: Deni Avdija, jucător israelian de baschet
- 9 ianuarie: Rodrygo (Rodrygo Silva de Goes), fotbalist brazilian (atacant)
- 9 ianuarie: Rodrygo Goes, fotbalist brazilian
- 15 ianuarie: Alexandra Agiurgiuculese, sportivă italiană de etnie română (gimnastică ritmică)
- 25 ianuarie: Michela Pace, cântăreață malteză
- 29 ianuarie: Lee Dae-hwi, cântăreț și compozitor sud-coreean, membru al formației K-pop AB6IX

## Decese
- 1 ianuarie: Ray Walston (Herman Raymond Walston), 86 ani, actor american (n. 1914)
- 1 ianuarie: Desmond Cory, scriitor britanic (n. 1928)
- 2 ianuarie: William P. Rogers, 87 ani, diplomat american (n. 1913)
- 7 ianuarie: Charles Helou, 87 ani, al nouălea președinte al Libanului (1964-1970), (n. 1913)
- 9 ianuarie: Paul Vanden Boeynants (Paul Emile François Henri Vanden Boeynants), 81 ani, prim-ministru al Belgiei (1966-1968 și 1978-1979), (n. 1919)
- 10 ianuarie: Jacques Marin, actor francez (n. 1919)
- 11 ianuarie: Denys Lasdun, arhitect britanic (n. 1914)
- 12 ianuarie: William Redington Hewlett, 87 ani, om de afaceri american, fondatorul companiei Hewlett-Packard (n. 1913)
- 12 ianuarie: Adhemar da Silva (Adhemar Ferreira da Silva), 73 ani, atlet brazilian (n. 1927)
- 13 ianuarie: Michael Cuccione (Michael James Cuccione), 16 ani, actor și activist canadian pentru copii (n. 1985)
- 16 ianuarie: Laurent-Désiré Kabila, 61 ani, președinte al Republica Democrată Congo (n. 1939)
- 17 ianuarie: Nicolae Mihai, scriitor român (n. 1932)
- 19 ianuarie: Ion C. Ciobanu, scriitor și politician moldovean (n. 1927)
- 25 ianuarie: Vadim Kojinov, scriitor rus (n. 1930)
- 27 ianuarie: Marie-José a Belgiei (n. Marie José Charlotte Sophie Louisa Amélie Henriette Olga Gabrielle), 94 ani, ultima regină a Italiei (n. 1906)
- 28 ianuarie: Ranko Marinković, scriitor croat (n. 1913)
- 29 ianuarie: Horia Rusu, politician român (n. 1952)
- 30 ianuarie: Michel Marcel Navratil, 92 ani, ultimul supraviețuitor al dezastrului Titanic (n. 1908)
- 31 ianuarie: Gordon R. Dickson (Gordon Rupert Dickson), 77 ani, scriitor canadian (n. 1923)